# Губин, Дмитрий Павлович
Дми́трий Па́влович Гу́бин (род. 22 марта 1964, Иваново, СССР) — советский и российский журналист и телеведущий. Бывший ведущий программы «Временно доступен» на канале «ТВ Центр».

## Биография
Родился в Иванове в 1964 году. В 1981 году поступил на факультет журналистики МГУ. Учился на одном курсе с Дмитрием Рогозиным.
По окончании университета в 1986 году попал по распределению в волоколамскую газету «Заветы Ильича». Проработав там год, был разжалован в корректоры с формулировкой «за профессиональную непригодность».
В 1987 году уехал в Ленинград, работал в журнале «Аврора», с 1990 года — собственным корреспондентом журнала «Огонёк» в Ленинграде. В 1995 году был редактором русской версии журнала «Pulse St. Petersburg». В 1996 году вёл программу-интервью с мэром Санкт-Петербурга Анатолием Собчаком «Час мэра» на «Пятом канале». С осени 1997 по лето 1999 работал на «Радио России», вёл ежедневное ток-шоу «Persona Grata». Осенью 1999 и зимой 2000 года — в программе «Вести» на РТР, а затем снова на «Радио России». С 2002 года вел ежедневное шоу «Телефонное право» на радиостанции «Маяк 24».
В 2004 году полгода работал в Лондоне продюсером Русской службы BBC, вёл программу New Day.
В том же году после возвращения в Россию возглавил журнал FHM Russia. После продажи журнала Издательскому дому Родионова (ИДР), по собственным словам, обращался к президенту холдинга Алексею Волину, о чём прямо рассказал в интервью (Slon.ru, 2011):

«Он сказал мне: „Нет, нет, нет, нет и нет“. Почему? Лёша — весёлый циник, и я ценю его за лёгкость его цинизма и даже не ставлю цинизм ему в упрёк. Он был предельно честен со мной. Он мне рассказал кое-что о внутреннем устройстве ИДР, чего я передать не могу, потому что после этого либо Родионова надо сажать в тюрьму, либо меня. Я понял, что я туда никогда не пойду».
C 2008 по 2009 год был шеф-редактором русской версии журнала «Robb Report».
В 2010—2011 годах вёл утреннюю программу на радиостанции Вести ФМ «Утро с Дмитрием Губиным», откуда был уволен, по его словам, за резкую критику Валентины Матвиенко. Главный продюсер радиостанции Анатолий Кузичев, однако, в качестве причины назвал «визгливую интонацию в эфире».
С 2007 года сотрудничал с «Авторским телевидением», был одним из ведущих программы «Времечко», соведущим программ «Временно доступен» (совместно с Дмитрием Дибровым) и «Большая семья» (совместно с Дмитрием Харатьяном). В 2011 году, через некоторое время после увольнения из эфира «Вестей FM», канал в одностороннем порядке расторг отношения с Губиным без объяснения причин, а из уже отснятых программ «Большая семья» при монтаже были вырезаны все кадры с телеведущим, что вызвало возмущение участвовавшей в съемках журналистки Ксении Лариной.

«Когда я узнал, что больше не веду „Временно доступен“ (а ещё в июне меня уверяли, что всё ОК и что в конце августа записи возобновятся), то, на всякий случай, позвонил N.
N. замечателен тем, что его любят все — и правые, и левые — и никто не смеет ему отказать.
Я попросил N. узнать, в чём дело. Это требование Старой площади или перестраховка того самого Пономарёва, с которым я не знаком?
„Старик, поздравляю! — раздался через час в трубке хрипатый голос N. — на центральные каналы можешь даже не соваться.
На тебя полный запрет, тётя Валя постаралась. И всё телевидение это знает“.
Вот, собственно, и вся история, и я даже не хочу добавлять, что „вот и возвратился СССР“, и не хочу писать о запрете на профессии, — словом, не хочу писать ни о tempores, ни o mores».— «Как я попал в чёрные списки»
С 2007 года — вновь обозреватель журнала «Огонёк». В 2014 году окончательно покинул журнал, будучи не согласным с его редакционной политикой, однако остался работать в издательском доме «Коммерсантъ» обозревателем радиостанции «Ъ-FM» вплоть до октября 2016 года.
С 2011 года является ведущим программы «Наше время» на телевизионном канале «Совершенно секретно» и лицом канала.
С 2013 по 2015 год являлся автором видеокастов «Точка зрения» на телеканале 100ТВ в Петербурге.
Сотрудничал в качестве колумниста с несколькими печатными и интернет-изданиями, в том числе с журналами «GQ» (2003—2004), Сноб (2012—2014), GEO (2012—2017), «Росбалт» (с 2012 года).
С 2010 года работает приглашённым преподавателем факультета журналистики МГУ, а с 2014 — приглашённым преподавателем Высшей школы экономики. Член экспертного Совета фестиваля «Вместе-радио», эксперт «Корпорации Радио» (www.radioportal.ru), преподаватель Школы радио в Санкт-Петербурге.
C 2017 проживает в Германии в городе Аугсбург
.
По мировоззрению является абсолютным атеистом и Библию рассматривает как «древнееврейский фольклор: любопытнейшая смесь сказок, летописей, законов, фантазий и последующих импликаций», хотя утверждает, что ранее был верующим и в возрасте 30 лет крестился.
3 ноября 2023 года Министерством юстиции России внесён в реестр иноагентов.

## Семья
Бывшая жена, Тамара Михайловна Иванова-Исаева (род. 1955) — журналист, гастрономический и винный критик, переводчик-синхронист с французского, блогер. Окончила филологический факультет Ленинградского государственного университета. Главный редактор русско-английского издания «Pulse Санкт-Петербург», ресторанный обозреватель радиостанций Вести FM (2010), Business FM (2014—2015) и радио «Балтика» (2016—2017), телеведущая.
Развелись в 2017 году.

## Награды
- Премия журнала «Огонёк».
- Премия журнала «Elle».
- Премия Радиомания «Золотой микрофон» в номинации «Ведущий программы, шоу» («Маяк 24», 2005 год)[23][24].
- Премия «Золотой луч» в номинации «Лучший телеведущий»[25].